# Orthomorpha francisca
Orthomorpha francisca är en mångfotingart som beskrevs av Carl Graf Attems 1930. Orthomorpha francisca ingår i släktet Orthomorpha och familjen orangeridubbelfotingar. Inga underarter finns listade i Catalogue of Life.